# Sabbath Morning at Sea
Sabbath Morning at Sea (Mattino di Sabbath al mare) è una poesia di Elizabeth Barrett Browning, pubblicata per la prima volta nel 1839, che Sir Edward Elgar mise in musica nel 1899 come terza canzone del suo ciclo musicale Sea Pictures.

## Analisi musicale
L'apertura reintroduce il tema oceanico di Sea Slumber Song. Vengono ripetute diverse righe nell'ultima strofa. In "E su quel mare accecato dal fuoco" sono citate le battute di apertura del ciclo della canzone.

## Versi
To meet the darkness on the deep.
The solemn ship went onward.
I bowed down weary in the place;
For parting tears and present sleep
Had weighed mine eyelids downward.
The new sight, the new wondrous sight!
The waters round me, turbulent,
The skies, impassive o'er me,
Calm in a moonless, sunless light,
[As] glorified by [even the] intent
Of holding the day-glory!
Love me, sweet friends, this Sabbath day,
The sea sings round me while ye roll
Afar the hymn unaltered,
And kneel, where once I knelt to pray,
And bless me deeper in your soul,
Because your voice has faltered.
And though this Sabbath comes to me
Without the stolèd minister,
Or chanting congregation,
God's Spirit [shall give comfort], He
Who brooded soft on waters drear,
Creator on creation.
[He shall assist me to look] higher,
Where keep the saints with harp and song
An endless Sabbath morning,
And on that sea commixed with fire
Oft drop their eyelids raised too long
To the full Godhead's burning.
Stanze I, III, XI, XII e XIII»
Per incontrare l'oscurità nel profondo.
La solenne nave proseguì.
Mi sono inchinato stanco sul posto;
Perché le lacrime dell'addio e il sonno presente
Hanno piegato le mie palpebre verso il basso.
Il nuovo spettacolo, il nuovo spettacolo meraviglioso!
Le acque intorno a me, turbolente,
I cieli, impassibili su di me,
Calmi in una luce senza luna, senza sole,
Glorificato di
tenere la gloria del giorno!
Amatemi, cari amici, questo giorno di Sabbath,
Il mare canta intorno a me mentre voi rotolate
Lontano l'inno inalterato,
E inginocchiatevi, dove una volta mi sono inginocchiato per pregare,
E beneditemi più profondamente nella vostra anima
Perché la vostra voce ha vacillato.
E sebbene questo Sabbath venga da me
Senza il ministro con la veste,
O cantando la congregazione,
Lo Spirito di Dio [darà conforto], Lui
Chi rimuginava dolcemente sulle acque,
Il Creatore sulla creazione.
[Mi aiuterà a guardare] più in alto,
Dove tiene i santi con l'arpa e il canto
Un'infinita mattina di Sabbath,
E su quel mare accecato dal fuoco
Spesso lasciano cadere le palpebre sollevate troppo a lungo
Per la piena divinità che brucia.
Stanze I, III, XI, XII e XIII»